# Alan el Negro
Alan el Negro, también Alain le Noir y Alan Niger Fitz Eudo (Latín medieval: Alanus Niger, m. 1098), fue un noble caballero bretón convertido en noble de la órbita normanda, conocido por su participación en la conquista de Inglaterra acompañado por sus hermanos Brian de Bretaña y Alan Rufus, siguiendo a Guillermo II de Normandía. Segundo barón del Honor de Richmond (el Honor de Richmond se conocía como Honor de Bretaña antes de 1203) que heredó de su hermano Alan Rufus tras su muerte en 1093. Era hijo de Eudes de Penthièvre, conde de Bretaña.  Como no existen registros de su actividad en Inglaterra hasta entonces, se supone que tras la Conquista regresó a Normandía, y desempeñó otras obligaciones.

## Herencia
Alan parece que se casó con Gunhilda de Wessex, monja de la Abadía de Wilton, a quien Alan Rufus secuestró y mantuvo junto a él hasta su muerte en 1093. Gunnhild era hija del rey Harold II de Inglaterra. Gunnhild se había fugado anteriormente con su hermano mayor. Según Anselmo de Canterbury, convivían de forma pecaminosa. Igual que a su hermano, solicitó por carta el repudio pues ya había asumido los compromisos como monja, aunque no había tomado los votos. También pidió a Gunnhild que regresara a la clausura, algo que nunca ocurrió. No hay constancia que Alan el Negro tuviese familia ni descendencia en Normandía. A su muerte en 1098, el Honor de Richmond fue heredado por otro hermano, Esteban de Penthièvre, conde de Tréguier.